# Kertész Kálmán
Besnyői Kertész Kálmán (Eperjes, 1867. január 2. – Budapest, 1922. december 28.) zoológus, entomológus, a Magyar Tudományos Akadémia levelező tagja (1910). A kétszárnyúak rendjének – a szúnyog- és légyalkatúaknak – nemzetközileg elismert kutatója volt, nevéhez fűződik a rovarrend fajait rendszerbe foglaló katalógus összeállítása (1902–1910). Kertész Ferenc (1901–1972) agrármérnök apja.

## Életútja
A Budapesti Tudományegyetem orvostudományi karára iratkozott be, de csakhamar a bölcsészettudományi kar hallgatója lett, ahol 1890-ben fejezte be tanulmányait. Ugyanettől az évtől az egyetem Margó Tivadar vezette állattani és összehasonlító anatómiai intézetében dolgozott gyakornokként, majd bölcsészdoktori oklevelének 1894-es megszerzése után tanársegédként. 1896-ban a Magyar Nemzeti Múzeum állattárába nevezték ki segédőrnek. 1912-től haláláig igazgatóőrként dolgozott, illetve két ízben rövid ideig az állattár igazgatója is volt, előbb a Tanácsköztársaság idején, 1919 áprilisa és júliusa között, majd 1921-ben.

## Munkássága
Tudományos pályája kezdetén a kerekesférgekkel és a kagylósrákokkal foglalkozott, az 1890-es évek közepétől azonban érdeklődése a kétszárnyúak vizsgálata, a dipterológia felé irányult. Tudományos leírások alapján behatóan foglalkozott a dél-amerikai és a csendes-óceáni kétszárnyúfauna rendszertani kérdéseivel, elsősorban a katona-, szarvas- és korhadéklegyekkel, a bögölyfélékkel kapcsolatos vizsgálatai voltak jelentősek. Az első világháborút megelőzően maga is több rovartani gyűjtőutat tett Magyarországon, ezenkívül Morva- és Németországban (1900), valamint az Alpok olasz és francia területein (1912). Rovargyűjtései, emellett gyűjteményvásárlásai és nemzetközi kapcsolatai révén negyedmilliós egyedszámúra fejlesztette a korábban 700 példányt számláló, ma a Magyar Természettudományi Múzeum kezelésében álló kétszárnyúgyűjteményt (az 1956-os események során az általa összeállított anyag nagy része sajnálatosan elpusztult). Munkássága során számos légynemet és ‑fajt írt le, szúnyog- és légykatalógusokat állított össze és adott közre. Nemzetközi hírnevet hozó főműve az 1902 és 1910 között hét kötetben megjelent katalógusa volt, amelyben rendszerbe foglalta a Föld addig megismert kétszárnyúfajait (további három kötet kéziratban maradt, s pénz hiányában nem került nyomdába). Katalógusain és könyvein kívül mintegy hetven tudományos közleménye, s ezen felül további félszáz ismeretterjesztő cikke jelent meg. Négy új nemet és több fajt neveztek el róla.

## Társasági tagságai és elismerései
Tudományos eredményei elismeréseképpen 1910-ben a Magyar Tudományos Akadémia levelező tagjává választották. Emellett 1910-től alapító tagja volt a Magyar Rovartani Társaságnak, s szintén levelező tagja az Amerikai Entomológiai Társaságnak (American Entomological Society).

## Főbb művei
- Budapest és környékének Rotatoria-faunája. Budapest: Rózsa ny. 1894.   Online
- A légyről.  Rovartani Lapok,  IV. évf.  1. sz. (1897. január)   16–19. o., 2. sz. (1897. febr.) 38–42. o.
- A világ bögölyféléinek jegyzéke. Természettudományi Közlöny XXXII. évf. 5. pótfüzet (1900) 237–238. o.
- Catalogus Tabanidarum orbis terrarum universi. Budapest: Typis Societatis Franklinianae. 1900.
- Catalogus Pipunculidarum usque ad finem anni 1900 descriptarum.  Természetrajzi Füzetek,  XXIV. évf.   (1901)   157–168. o.
- Catalogus Dipterorum hucusque descriptorum I–II. Lipsiae: Engelmann. 1902.
- Orthorrhapha Nematocera. Budapest: Wesselényi. 1903.  = Katalog der paläarktischen Dipteren,  1.
- A magyarországi szúnyogfélék rendszertani ismertetése.  Állattani Közlemények,  III. évf.  1. sz. (1904)   1–75. o.
- Magyarország szárnyatlan és csökevényes szárnyú legyei.  Rovartani Lapok,  XVII. évf.  11–12. sz. (1910)   179–184. o.
- A Pachygastrinák nemeinek származástani kapcsolata.  Állattani Közlemények,  XV. évf.  1–2. sz. (1916)   107–119. o.